# Popis likova serijala Pjesma leda i vatre
Pjesma leda i vatre je naziv za seriju fantastičnih romana američkog pisca Georgea R. R. Martina. U serijalu niz je velikaških obitelji, koje se nazivaju kućama.

## Kuća Stark

### Eddard Stark
Eddard "Ned" Stark gospodar je kuće Stark, knez Oštrozimlja te guverner Sjevera. U HBO-ovoj seriji "Igra prijestolja" glumac Sean Bean tumači ulogu Eddarda Starka. Eddard je drugo dijete i drugi sin kneza Rickarda Starka.

### Catelyn Stark
Catelyn Stark (djevojački Tully) supruga je Eddarda Starka, majka petoro djece (Robba, Sanse, Arye, Brana i Rickona).

## Kuća Targaryen

### Aerys II. Targaryen
Aerys II. Targaryen ne pojavljuje se u romanima, ali se oko ovog lika vrte mnogi zapleti u romanima. U svojoj mladosti Aerys II. bio je zgodan, šarmantan, velikodušan i odlučan. Kako je stario tako je postajao sve više sumnjičav, zao i okrutan. Potkraj života imao je više napadaja ludila i bijesa. Nakon prkošenja u Duskendaleu ove su posljednje karakteristike postale najizraženije. Od tada je na svaki neobjašnjivi događaj ili čin manjeg prkošenja gledao kao na urotu protiv sebe i smišljao sadističke i izopačene kazne za one koje je zamišljao svojim neprijateljima.
Razvio je fasciniranost vatrom koja je došla do te mjere da se seksualno uzbuđivao samo onda kada bi nekoga živa spalio. Brak s njegovom sestrom-kraljicom Rhaellom nije nikada bio sretan, a posebno kada je u kasnijem razdoblju vladavine postao seksualno nasilan. Njegova manija utjecala je i na njegov fizički izgled, U vrijeme smrti imao je samo četrdeset godina, ali je izgledao barem još toliko starije.
Nakon što se nekoliko puta porezao na Željezno prijestolje razvio je fobiju prema oštricama i zabranio nošenje oštrica u blizine svoje osobe, onim onih njegove Kraljevske garde. Također je odbijao šišati se i rezati nokte, pa su mu nokti u vrijeme smrti bili gotovo stopu dugački. Nosio je krunu Aegona IV.
Aerys je rođen kao sin princa Jaehaerysa, drugog sina kralja Aegona V. Kao mladić Aerys je oženio svoju sestru Rhaellu, u skladu s obiteljiskim običejima. Brak je ugovorio njihov djed, kralj Aegon V. zbog proročanstva koje je reklo da će "princ koji je obećan" doći iz njihove loze. Po predanju Ser Barristana Selmyja, koji je bio prisutan na vjenčanju, među njima nije bilo nikakve bliskosti. Godine 259. Rhaella je rodila princa Rhaegara. Rođen u tuzi i krvi jer je na dan njegova rođenja u tragediji u Ljetnim dvorima poginuo kralj Aegon V. i najstariji mu sin i nasljednik princ Duncan. Aerysov otac postao je kralj Jaehaerys II., a samo tri godine poslije nakon očeve smrti Aerys postaje kralj Aerys II. Prve godine Aerysove vladavine bile su obećavajuće. U kraljevstvu su vladali mir i sloga. Tijekom vladavina kraljeva Aegona V. i Jaehaerysa II. kraljevski je dvor postao uštogljeno mjesto. Nakon što je uspješno skršio pobunu kuće Reyne protiv Bacačeve Hridi, Kralj je imenovao mladoga Tywina Lannistera, kneza Bacačeve Hridi i guvernera Zapada kraljevskim Namjesnikom.  Ipak, veza između kneza Lannistera i Kralja nije uvijek bila na najboljoj raznini. Kao mladić, Kralj je bio zaljubljen u kneginju Joannu Lannister koja se poslije udala za Tywina. Govori se da knez Tywin Kralju nikada nije zaboravio određene slobode koje si je uzeo prilikom obreda lijeganja. S vremenom je knez Lannister postao puno popularniji i obožavaniji od Kralja pa se proširila glasina da zapravo Kraljev Namjesnik vlada. Kralj je dao iščupati jezik Ser Ilynu Payneu zbog toga što je proširio ovu glasinu. Poslije je Kralj također, bojavši Tywinova utjecaja, odbio brak između princa Rhaegara i kneginje Cersei. Kralj je rekao knezu Tywinu da nije prilično da vladar ženi sina za kćer svoga sluge. Knez Tywin nikada nije zaboravio ovu uvredu. Kralj Aerys je nekoliko godina poslije imenovao Tywinova najstarijeg sina Jaimea za člana Kraljevske garde. Tywin, razbješnjen tim činom pronalazi ispriku da podnese ostavku na mjesto kraljeva Namjesnika i odlazi u Bacačevu Hrid. Princ Rhaegar se ženi princezom Eliom Nymeros Martell od Dornea. Godinama poslije Rhaegar otima kneginju Lyannu od kuće Stark i tim činom započinje Robertovu pobunu ili Uzurpatorov rat, kako ga nazivaju targaryenski lojalisti. Tijekom rata princ Rhaegar pogiba od ruke Roberta Baratheona, a kralja Aerysa ubija Ser Jaime Lannister, vitez njegove Kraljevske garde. Pokopan je u Velikoj septi Baelora.